# Sound Forge

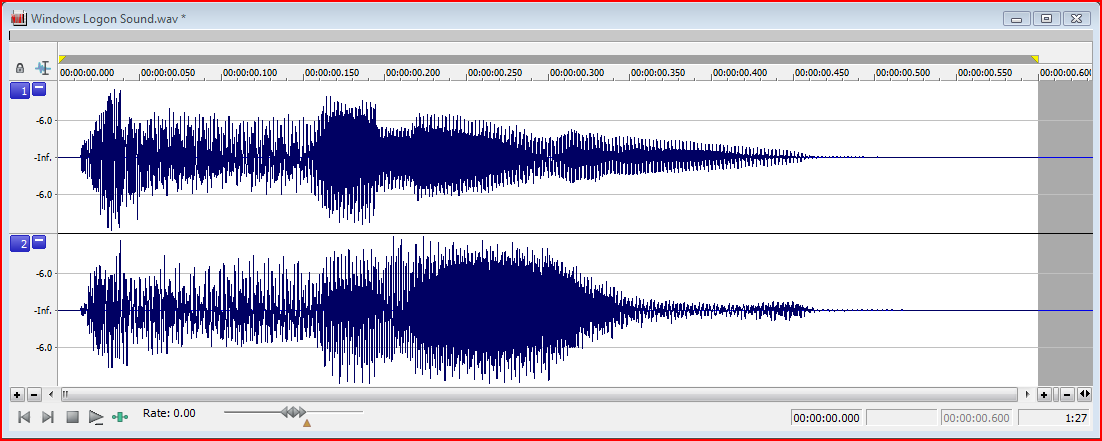
Imagem ilustrativa

Sound Forge, anteriormente conhecido como Sonic Foundry Sound Forge ou Forge, é um programa de computador que edita e cria áudio digital. É recomendado ao uso profissional e semi-profissional do mercado de gravadoras e estúdios de gravação.
A partir da versão 7 tornou-se Sony Sound Forge, em razão da compra de seus direitos pela Sony. Atualmente na versão 11, é uma ferramenta bastante utilizada por editores e produtores de áudio.

## Recursos
Em tempo real editor onda nível de amostra
Stereo e Gravação Multicanal
Alta resolução suporte de áudio: 24-Bit, 32-Bit, 64-bit (float IEEE) 192 kHz
Suporte de vídeo, incluindo AVI, WMV e MPEG-1 e MPEG-2 (PAL e NTSC) para uso em quadro a quadro a sincronização de áudio e vídeo
Suporte para uma ampla variedade de formatos de arquivo
DirectX e VST plugin apoio. Versão 9 inclui a restauração de vinil plug-in e Mastering Effects Bundle, alimentado por iZotope.
Flutuando Plug-in janela Cadeia para o processamento de efeitos não-destrutivo
5.2 software que permite Disk-At-Once (DAO) de gravação de CD CD Architect.
Funcionalidade de conversão Batch
Ferramentas de análise de espectro
Branco, rosa, marrom e filtrados geradores de ruído
DTMF / MF síntese tom
Suporte de monitor externo para dispositivos DV e FireWire (IEEE 1394)

## Os formatos suportados
Formato Macromedia Flash (SWF) aberto apenas
RealMedia 9 (RealAudio e RealVideo) - exportação unicamente
Windows Media 9 Series (WMA e WMV) (i)
Microsoft Video for Windows (AVI) (i)
AIFF (AIFF, AIF, SND)
MPEG-1 e MPEG-2
Camada MPEG-1 3 (MP3)
Ogg Vorbis (OGG)
Macintosh AIFF
NeXT / Sun (AU)
Designer de Som (DIG)
Intervoice (IVC)
Sony perfeita clareza de áudio (PCA)
Sony Media Onda 64 (W64) (i)
Arquivos de som Projeto Forge (FRG)
Dialogic (VOX)
Microsoft Wave (WAV)
ATRAC Audio (AA3, OMA) (i)
CD de áudio (CDA)
Dolby Digital AC-3 studio - salvar apenas (i)
Raw Áudio (RAW) (i)
Free Lossless Audio Codec (FLAC)